# Palawanpfaufasan
Der Palawanpfaufasan (Polyplectron napoleonis) auch Palawan-Pfaufasan ist eine Fasanenart aus der Gattung der Pfaufasanen. Es handelt sich um eine endemische Fasanenart, die nur auf der 150 Kilometer von Borneo entfernt liegenden, philippinischen Insel Palawan vorkommt. Der Palawanpfaufasan ist damit eine geographisch isolierte Art unter den Pfaufasanen.

## Erscheinungsbild
Männliche Palawanpfaufasanen erreichen ein Körpergewicht von etwa 450 Gramm. Weibchen sind etwas leichter und wiegen im Schnitt 322 Gramm. Die Flügellänge beträgt beim Männchen etwa 19 Zentimeter und der Schwanz weist eine Länge zwischen 24 und 25 Zentimetern auf. Die Flügellänge beim Weibchen überschreitet dagegen nur selten eine Länge von 17,5 Zentimetern. Bei ihnen ist der Schwanz deutlich kürzer als die Flügel lang sind.
Das Männchen besitzt ein Federkleid, das am Hals, auf dem Mantel und auf den Flügeln sehr dicht mit grün- bis türkisfarbenen, irisierenden Federpartien besetzt ist. Auf dem Schwanz verlaufen diese auffallenden „Augen“ in zwei Reihen. Rund um die Augen ist die unbefiederte Hautpartie rot. Das Männchen weist außerdem eine kleine Federhaube auf, die während der Balz steif aufgerichtet wird.
Die Weibchen haben ein unauffällig dunkelbraunes Gefieder, das von den Kopfseiten bis zur Kehle hellgrau ist. Sie weisen sehr viel Ähnlichkeit mit den Weibchen des Malayischen Spiegelpfaus auf. Bei Freilandbeobachtungen besteht jedoch keine Verwechselungsgefahr, da die beiden Arten eine unterschiedliche regionale Verbreitung haben.

## Lebensraum
Der Palawanpfaufasan ist die einzige Fasanenart auf der Insel Palawan. Sein Verbreitungsgebiet ist der feuchte Urwald in den Küstenebenen Palawans und dehnt sich stellenweise auch auf die trockeneren Waldgebiete am Fuß der Gebirgsketten aus. Biologen schätzen, dass in den unzerstörten Primärwäldern pro Quadratkilometer zwischen 25 und 34 Männchen vorkommen. Die Palawanpfaufasanen bevorzugen dabei Waldpartien, die einen vielfältigen Bewuchs an Bäumen und Sträuchern aufweisen. In diesen Regionen findet diese Fasanenart das gesamte Jahr über Nahrung und Deckung.

## Lebensweise

### Zusammenleben, Nahrung
Über die Lebensweise des Palawanpfaufasans in freier Wildbahn ist nur sehr wenig bekannt. So ist bis jetzt unklar, ob diese Fasanenart in freier Natur monogam ist und ob sie ein Revier verteidigt. Die meisten Erkenntnisse wurden an in Gefangenschaft gehaltenen Vögeln gewonnen.
Ähnlich wie andere Pfaufasanen auch präferiert der Palawanpfaufasan eine proteinreiche Diät. Er frisst sowohl Insekten als auch Früchte und Samen. Die Palawanpfaufasanen sind tagaktive Vögel, die während des Tages ihre Nahrung auf dem Boden suchen. Nachts baumen sie auf. Lediglich während der Zeit, in der das Weibchen noch flugunfähige Jungvögel betreut, hudert sie diese während der Nacht am Boden. Deckung sucht sie meistens in der Nähe des Schlafbaums des Männchens.

### Balz
Der Palawanpfaufasan pflegt, wie für die Pfaufasanen typisch, ein umfangreiches Balzverhalten, bei dem die Zurschaustellung des Gefieders durch das Männchen eine große Rolle spielt. Das Balzverhalten beginnt üblicherweise damit, dass das Männchen steifbeinig um das Weibchen stolziert. Das Gefieder am unteren Nacken und den Halsseiten ist dabei weit gesträubt, die Federhaube ist steif aufgerichtet. Im Schnabel trägt der Palawanpfaufasan Futter für das Weibchen. Die Aufmerksamkeit des Weibchens erregt der Fasan, indem er seinen Kopf schnell auf und ab bewegt. Nähert sich das Weibchen, lässt das Männchen das Futter auf den Boden fallen. Während das Weibchen auf dem Boden nach dem Futter sucht, präsentiert er sein Gefieder. Das Schwanzgefieder ist dann ebenfalls steif aufgerichtet und seitlich in Richtung des Weibchens gedreht. Das Männchen des Palawanpfaufasans mag dabei durchaus frontal zu dem Weibchen stehen. Die Fähigkeit einer frontalen Präsentation, wie sie bei vielen anderen innerhalb dieser Familie zu beobachten ist, fehlt dem Palawanpfaufasan. Die Körperhaltung ist von Ornithologen schon mit einem auf der Kante stehenden Teller verglichen worden, der durch einen unsichtbaren Halter sechs bis acht Zentimeter über dem Erdboden schwebt. Das unterscheidet ihn beispielsweise vom eigentlichen Pfau, der immer seinen gesamten Körper in Richtung des Weibchens wendet. In dieser Präsentierhaltung ist nicht nur das Schwanzgefieder aufgerichtet, sondern auch das Nacken- und Körperseitengefieder des Palawanpfaufasans gesträubt. Der Kopf wird dabei so weit an den Körper gezogen, dass der Schnabel im gesträubten Halsgefieder versinkt.

### Paarung und Jungenaufzucht
Im Gegensatz zu dem auffälligen Balzverhalten vollzieht sich die eigentliche Paarung schnell und unauffällig. Das Männchen nähert sich dem Weibchen von hinten und besteigt es ohne weitere Interaktion mit dem Partner.
In ihrer tropischen Heimat ziehen Palawanpfaufasanen vermutlich hintereinander mehrere Gelege groß. Die Anzahl der Eier ist jedoch gering und beträgt vor allem bei jungen Weibchen häufig nur ein Ei. Das Gelege wird normalerweise 19 Tage lang ausschließlich vom Weibchen bebrütet. Die Jungvögel werden anschließend von beiden Elternvögeln mit Nahrung versorgt. Bis die Jungvögel es beherrschen, Nahrung vom Boden aufzupicken, offerieren die Elternvögel ihren Jungen Futter im Schnabel.
Die Jungvögel entwickeln sich sehr schnell. Junge Palawanpfaufasanen sind bereits ab ihrem 13. Lebenstag in der Lage, auf dem Schlafbaum ihrer Elternvögel aufzubaumen. Sie werden auch auf dem Schlafbaum der Elternvögel vom Weibchen bis etwa zu ihrem 44. Lebenstag gehudert. Sie haben dann schon ein weitgehend vollständiges Gefieder.

## Bestand
Der Bestand auf der Insel Palawan ist unbekannt. Die Art gilt jedoch als gefährdet, da sie in Urwäldern, in denen Holz geschlagen wird, nur noch mit deutlich geringeren Bestandszahlen vorkommt. Von Holzeinschlag betroffen sind aber im Prinzip mittlerweile alle Wälder auf der Insel. Ein Naturschutzgebiet bietet dieser Art jedoch Schutz: Dies ist der 54 Quadratkilometer große St.-Paul Subterranean River National Park an der Westküste von Palawan, in dessen Gebiet sich auch ein – allerdings nur 5.000 Hektar großes – Waldgebiet befindet.
Der Palawanpfaufasan wird in verschiedenen Zoos der Welt gepflegt. In den USA befand sich 1999 ein Zuchtbuch in Vorbereitung, das sicherstellen sollte, dass eine Erhaltungszucht stattfindet, bei der eine Inzuchtdepression vermieden wird. Das Zuchtbuch umfasste zu diesem Zeitpunkt 500 Vögel. Auch im Zoo der Minis im erzgebirgischen Aue werden Palawanpfaufasanen gehalten und gezüchtet.
Für den Palawanpfaufasan existiert ein Europäisches Erhaltungszuchtprogramm (EEP), das der Zoo Jersey in England leitet.

## Systematik
Der Palawanpfaufasan gehört den Pfaufasanen an. Bei diesen handelt es sich um kleine bis mittelgroße Fasanen, bei denen der Sexualdimorphismus verglichen mit den anderen Arten der Ordnung nur mittel entwickelt ist.
Der Palawanpfaufasan kommt heute nur noch auf der Insel Palawan vor. Diese liegt etwa 150 Kilometer von der Insel Borneo entfernt. Während des Pleistozäns lag der Meeresspiegel zwischen den beiden Inseln deutlich niedriger, so dass eine Kette von Inseln einen Artenaustausch ermöglichte. Nach Einschätzung des Ornithologen Paul Johnsgard ist der Borneo-Pfaufasan die Art, die dem Palawanpfaufasan am nächsten steht. Bei den beiden Arten besteht Ähnlichkeit bezüglich des Gefieders des Männchens.